# Leopold Landau (Mediziner)

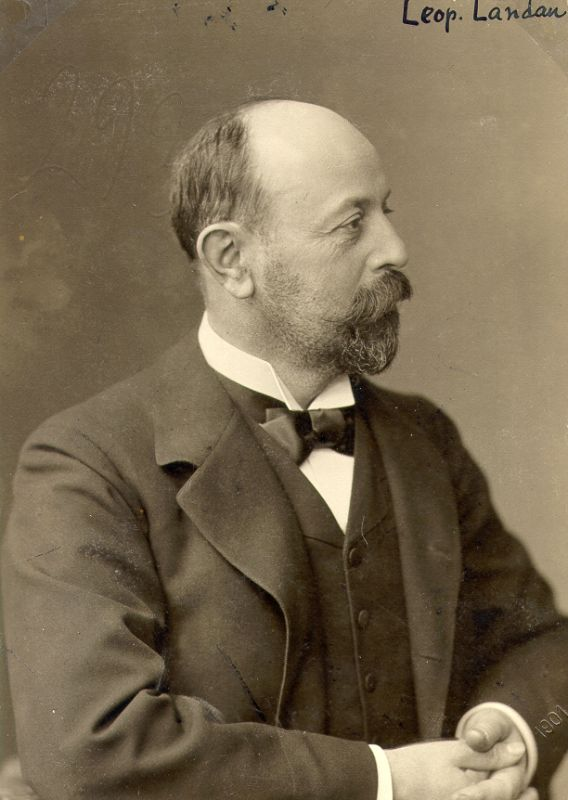
Leopold Landau

Leopold Landau (* 16. Juli 1848 in Warschau; † 28. Dezember 1920 in Berlin) war ein deutscher Arzt und Hochschulprofessor.

## Leben
Landau war ein Sohn des Kaufmanns Stanislaus Landau (1823–1898) aus Czenstochau und dessen Ehefrau Anna Cohn. Er studierte in Breslau, Würzburg und an der Friedrich-Wilhelms-Universität Berlin Medizin, wo er 1870 promoviert wurde. Im Deutsch-Französischen Krieg 1870/71 diente er als Feldarzt. Danach absolvierte er seine Assistenzzeit an der Gynäkologischen Universitätsklinik Breslau, wo er sich als Schüler von Otto Spiegelberg 1874 im Fach Gynäkologie habilitierte. Ab 1876 war Landau in Berlin als Privatdozent an der Friedrich-Wilhelms-Universität tätig und hatte eine private Poliklinik für Frauenkrankheiten. In Berlin hatte er zunächst seinen Wohnsitz Schadowstraße 10–11, dann ab 1880 Französische Straße 60 und ab 1888 Dorotheenstraße 54.
Im Jahr 1892 eröffnete er mit seinem Bruder Theodor Landau, Sanitätsrat, eine private gynäkologische Klinik in der Philippstraße 21. 1893 wurde er Titularprofessor und 1899 außerordentlicher Professor für Gynäkologie. Er zog in das Haus Sommerstraße 2, das er 1906/07 zusammen mit dem Haus Pariser Platz 6a erwarb, in dem er bis zu seinem Tod wohnte. Ab 1906 trug er den Titel Geheimer Medizinalrat.
Einige Jahre war Leo Landau Mitglied der Repräsentanten-Versammlung der Jüdischen Gemeinde von Berlin.
Leopold Landau war seit 1876 verheiratet mit Johanna Jacoby und Vater des späteren Mathematikers Edmund Landau.

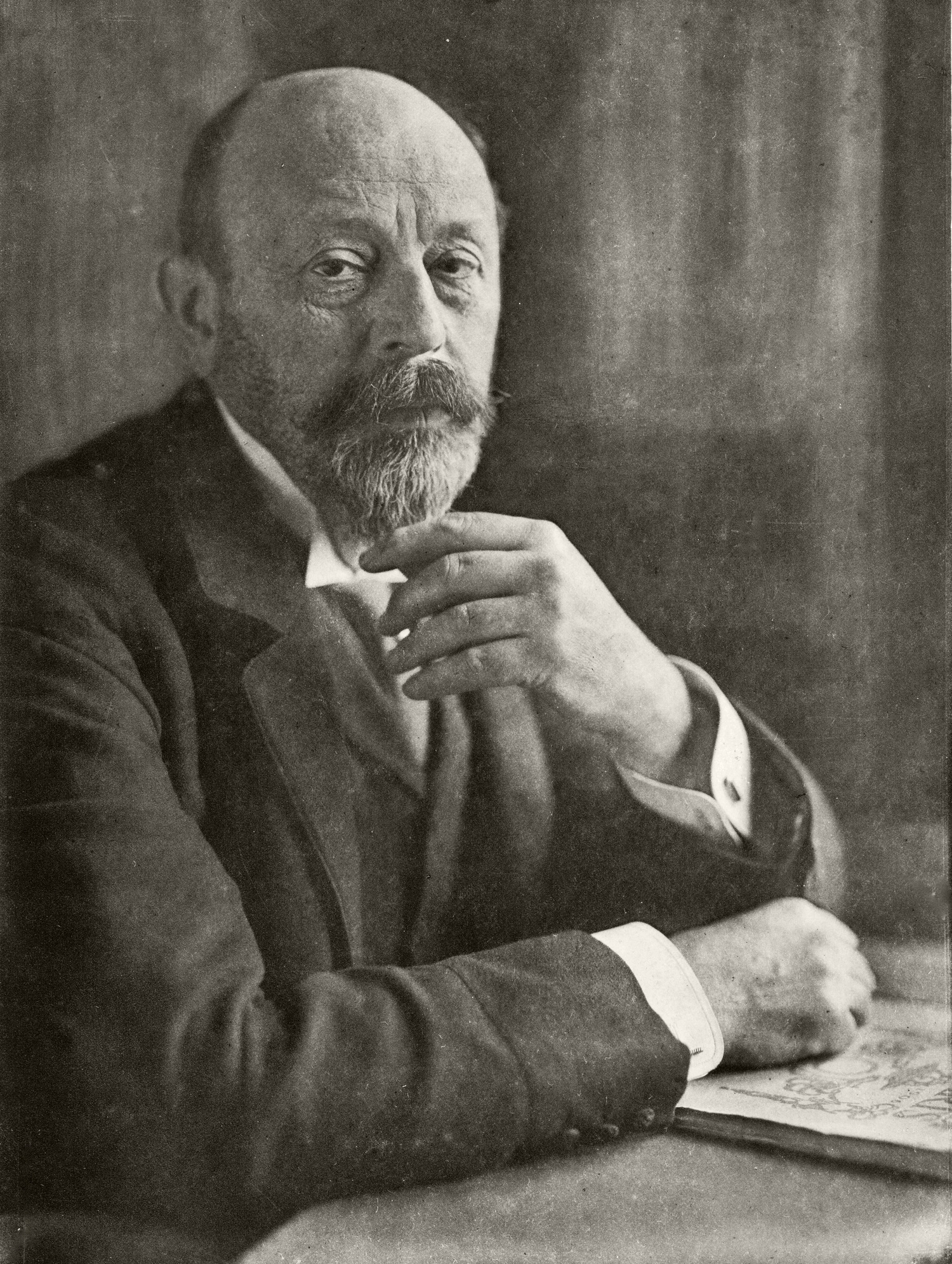
Leopold Landau

## Wirken
Leopold Landau war Mitglied der Deutschen Gesellschaft für Gynäkologie, der Berlin-Brandenburgischen Ärztekammer und der Stadtverordnetenversammlung. Er war Geschäftsführer und Ehrenmitglied der Berliner Medizinischen Gesellschaft und Geschäftsführer der Langenbeck-Virchow-Haus GbR. Leopold Landau war 1912 Mitbegründer der Gesellschaft jüdischer Ärzte und Naturwissenschaftler für medizinisch-biologische Interessen in Palästina und 1919 Mitbegründer der Akademie für die Wissenschaft des Judentums in Berlin. Während des Ersten Weltkriegs war er Chefarzt eines Reservelazaretts. Mit Richard Werth wendete er 1896 Eierstockpräparate zur Therapie von Ausfallserscheinungen an.

## Publikationen (Auswahl)
- Ueber Melaena der Neugeborenen und Obliteration der foetalen Wege (Habilitationsschrift, Breslau 1874)
- Die Wanderniere der Frauen, 1881.
- Die Wanderleber und der Hängebauch der Frauen, 1882.
- mit Theodor Landau: Die Vaginale Radicaloperation: Technik und Geschichte, 1896.
- Anatomische und klinische Beiträge zur Lehre von den Myomen am Weiblichen Sexualapparat, 1899.[16]
- Das Langenbeck-Virchow-Haus. Hirschwald, Berlin 1916.